# 云雾土家族乡
云雾土家族乡是中华人民共和国重庆市奉节县下辖的一个民族乡。

## 行政区划
云雾土家族乡下辖以下村级行政区划单位：
屏风村、码头村和红椿村。